# مايكل ويدينوس
مايكل ويدينوس (بالفنلندية: Michael Widenius) أو مونتي (ولد 3 مارس 1962) هو مخترع قاعدة بيانات MySQL مفتوحة المصدر ومؤسس شركة ماي إس كيو إل ايه بي MySQL AB.

## نشأته
ولد مايكل ويدينوس في 3 مارس 1962 في هلسنكي، فنلندا، و ألتحق بجامعة هلسنكي للتكنولوجيا ولكنه لم يكمل الدراسة بها وفي عام 1985 أنشأ شركة TCX DataKonsult ، وفي عام 1995 بدأ بكتابة النسخة الأولي من قاعدة بيانات MySQL بالتعاون من ديفيد أكسمارك وأصدروها عام 1996 وأنشأ بالتعاون مع ديفيد شركة شركة ماي إس كيو إل ايه بي وشغل منصب رئيس قسم التكنولوجيا بها حتى بيعت لشركة صن في عام 2008 بمبلغ مليار دولار.